# Lista över insjöar i Malmö kommun
Detta är en lista över sjöar i Malmö kommun baserad på sjöns utloppskoordinat. Om någon sjö saknas, kontrollera grannkommunens lista eller kategorin Insjöar i Malmö kommun.

## Lista
| Namn        | Koordinat                                     | Sjöid         | VYID          | Yta (km²) | Strandlinje (km) | Höjd (m) | Maxdjup (m) | Volym (m³) | HARO  | Natura 2000 |
| ----------- | --------------------------------------------- | ------------- | ------------- | --------- | ---------------- | -------- | ----------- | ---------- | ----- | ----------- |
| Kalkbrottet | 55°31′40″N 12°55′47″Ö / 55.52766°N 12.92986°Ö | 615892-131813 | 615910-131844 | 0,161     | 1,64             | 2,7      |             |            | 89090 |             |
| Pildammarna | 55°35′23″N 12°59′42″Ö / 55.58983°N 12.99513°Ö | 616606-132282 | 616585-132284 | 0,0848    | 1,33             | 7        |             |            | 89090 |             |
|             | 55°37′16″N 12°59′44″Ö / 55.62110°N 12.99543°Ö | 616933-132300 |               | 0,0717    | 1,04             | 0        |             |            | 89090 |             |
|             | 55°37′51″N 13°01′19″Ö / 55.63079°N 13.02205°Ö | 617034-132472 |               | 0,168     | 2,91             | 0,1      |             |            | 89090 |             |